# 포상금 (영화)
"포상금"은 한국에서 제작된 이경태 감독의 1971년 영화이다. 남진 등이 주연으로 출연하였고 신상옥 등이 제작에 참여하였다.

## 출연

### 주연
- 남진
- 한미자